# Skeptics in the Pub
Skeptics in the Pub (SITP) (Skeptici v hospodě) je neformální společenská akce, jejímž cílem je podpořit společenství a navazování sociálních kontaktů mezi skeptiky, kritickými mysliteli, volnomyšlenkáři, racionalisty a dalšími podobně smýšlejícími lidmi. Poskytuje skeptikům příležitost k rozhovorům, sdílení myšlenek a zábavě v neformální atmosféře a k diskusi o všech aktuálních tématech, která je napadnou, přičemž propaguje skepticismus, vědu a racionalitu.

## Formát
„Skeptics in the Pub“ není soukromý, chráněný projekt a může ho založit kdokoli. Neexistuje ani žádný formální postup pro pořádání akce; organizátoři mohou doplnit aktivity podle svého uvážení. Ve světě však existují některé společné přístupy k pořádání takových akcí, které je činí úspěšnějšími.
Obvyklý formát setkání zahrnuje pozvaného řečníka, který přednáší na určité téma, po té následuje sezení s otázkami a odpověďmi. Jiná setkání jsou neformální společenské akce bez pevně stanoveného programu. Tyto skupiny se obvykle scházejí jednou měsíčně na veřejném místě, nejčastěji v místní hospodě. Do roku 2012 fungovalo po celém světě více než 100 různých „SitP“ skupin.

## Historie

### Londýn
Nejstarší a nejdéle probíhající akcí je oceňované londýnské setkání, které v roce 1999 založil australský profesor filozofie Scott Campbell. Zahajovacím řečníkem byla v únoru 1999 Wendy M. Grossmanová, redaktorka a zakladatelka časopisu The Skeptic; tato první přednáška přilákala 30 účastníků. Londýnská skupina o sobě tvrdí, že je „největším pravidelným setkáním v hospodě na světě“, každého setkání se účastní 200 až 400 lidí.
Campbell vedl londýnskou skupinu tři roky, a po návratu do Austrálie ho vystřídali dva fanoušci sci-fi a skeptici, Robert Newman a Marc LaChappelle. Nick Pullar, který se v televizi objevil jako „svolavatel SitP“ v parodickém pořadu BBC Shirley Ghostman, pak skupinu vedl v letech 2003 až 2008. Od roku 2011 londýnskou skupinu spoluorganizoval Sid Rodrigues, který se podílel na pořádání akcí v několika dalších městech po celém světě. Tato skupina prováděla experimenty s paranormálními jevy v rámci akce Jamese Randiho One Million Dollar Paranormal Challenge a spolupořádala akci An Evening with James Randi & Friends.

### Po celém světě

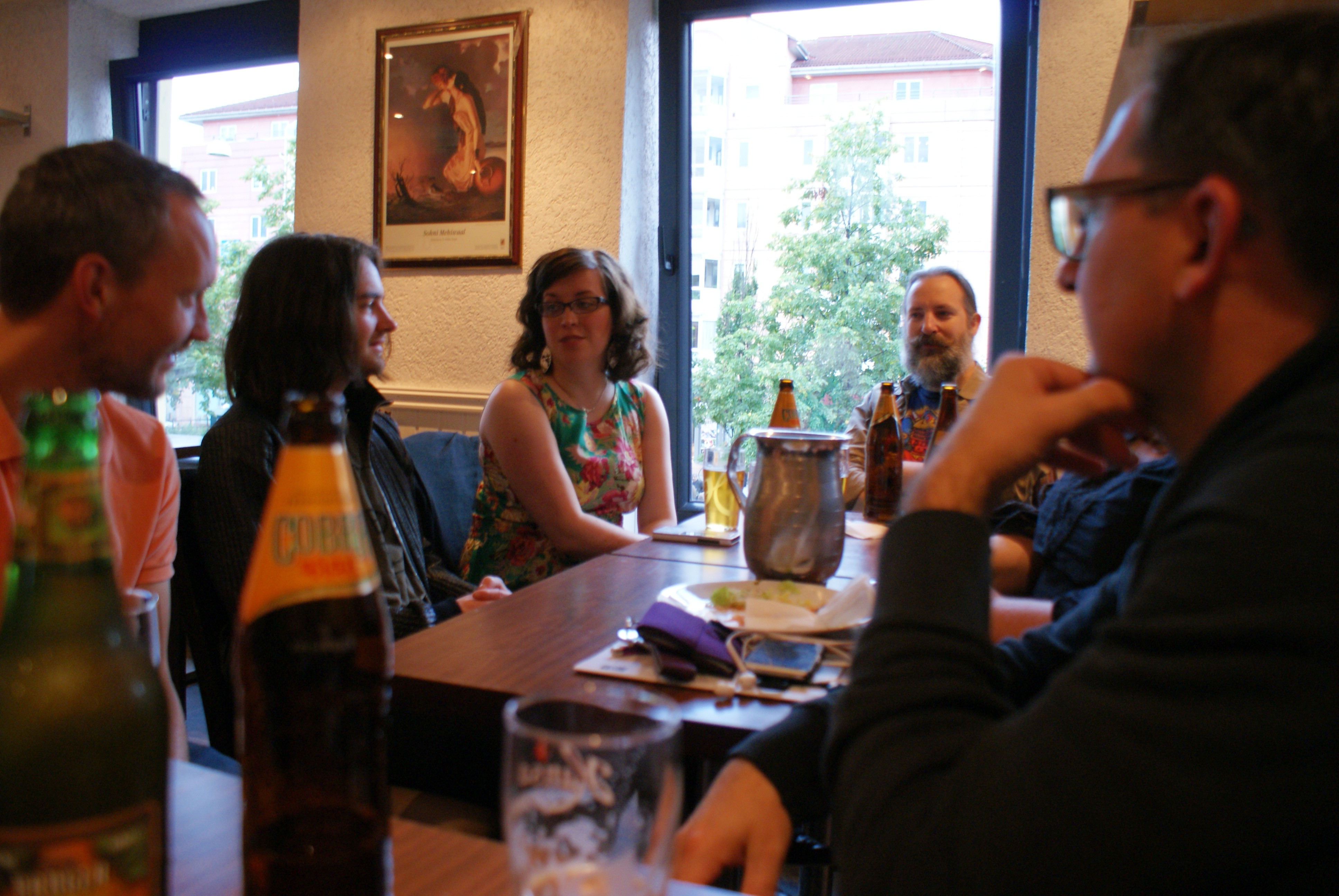
Skeptics in the Pub Oslo

Snadné používání internetu prostřednictvím sociálních sítí a systémů pro správu obsahu vedlo ke vzniku více než 100 aktivních poboček po celém světě, včetně více než 30 v USA a více než 40 ve Spojeném království. V roce 2009 D. J. Grothe popsal vzestup SitP napříč městy v Severní Americe i jinde jako významný příklad „Skepticismu 2.0“. SITP byly často zakládány mimo oblast existujících skeptických organizací (většinou soustředěných kolem časopisů), přičemž některá úspěšná setkání se rozrostla v plnohodnotné členské organizace.
„Skeptics in the Pub“ později posloužili jako předloha pro další skeptická, racionalistická a ateistická setkání po celém světě, včetně „The Amazing Meeting“, který pořádalo James Randi Educational Foundation, Drinking Skeptically, hnutí Brights a společenských setkání Britské humanistické asociace.
Od roku 2010 Edinburgh Skeptics in the Pub rozšířil koncept Skeptics in the Pub na celý Edinburgh International Festival Fringe pod názvem Skeptics on the Fringe a od roku 2012 učinil totéž na Edinburgh International Science Festival s názvem At The Fringe of Reason. Merseyside Skeptics Society a Greater Manchester Skeptics (tvořící North West Skeptical Events Ltd) uspořádaly tři dvoudenní konference QED v únoru 2011, březnu 2012 a dubnu 2013. Glasgow Skeptics také uspořádala dvě jednodenní konference, a to od července 2011.

### Skeptics in the Pub online
V roce 2020 se kvůli pandemii koronaviru nemohly skupiny scházet v hospodách. V důsledku toho spolupracovalo několik skupin ve Velké Británii a Evropě a vytvořily Skeptics in the Pub Online, kde každý týden pořádají živé přednášky hostů z celého světa.

## Významní hosté
V uplynulých deseti letech na londýnské akci přednášeli známí vědci a skeptici. Zřídkakdy jsou hosty zastánci okrajových nebo pseudovědeckých názorů. Mezi významné hosty patří např.:
- Simon Singh (již není žalován Britskou chiropraktickou asociací za kritiku jejich aktivit ve sloupku v deníku The Guardian)
- Victor Stenger (autor knihy God: The Failed Hypothesis (Bůh: neúspěšná hypotéza))
- Jon Ronson (tvůrce dokumentárních filmů a autor knihy The Men Who Stare at Goats (Muži, kteří zírají na kozy))
- Phil Plait (bývalý předseda James Randi Educational Foundation, spisovatel a blogger)
- David Colquhoun (bývalý vedoucí katedry farmakologie na University College London a vědecko-politický blogger)
- Richard J. Evans (profesor moderních dějin na Univerzitě v Cambridgi a soudní znalec v případu pomluvy Irving vs. Lipstadt)
- S. Fred Singer (atmosférický fyzik, nesouhlasící s teorií antropogenních příčin globálního oteplování,[17] kritik IPCC)[18]
- Ben Goldacre (lékař a novinář, autor týdenní rubriky The Guardian Bad Science (Špatná věda))
- David Nutt (psychiatr a neuropsychofarmakolog, který se specializuje na výzkum léků ovlivňujících mozek a stavy, jako je závislost, úzkost a spánek)
- Mark Stevenson (londýnský britský spisovatel, podnikatel, řečník, futurolog a autor knihy An Optimist's Tour of the Future Optimistická cesta budoucnosti))